# سایت کوره‌ای اشنوبرنچاه
سایت کوره‌ای اشنوبرنچاه مربوط به دوره ایلخانی است و در شهرستان صدوق، بخش خضرآباد، شهر ندوشن واقع شده و این اثر در تاریخ ۲۷ بهمن ۱۳۸۷ با شمارهٔ ثبت ۲۴۷۴۶ به‌عنوان یکی از آثار ملی ایران به ثبت رسیده است.